# Dora Flinner
Dora Flinner geb. Friedrich (* 19. Februar 1940 in Heilbronn) ist eine deutsche Politikerin (Die Grünen). Sie war 1987 die erste Landwirtin im Deutschen Bundestag.

## Leben und Wirken
Die gelernte Bäuerin engagierte sich in den späten 1970er Jahren gegen eine geplante Teststrecke der Daimler-Benz AG an ihrem Heimatort Boxberg, für deren Verwirklichung auch sie hätte Land verkaufen müssen. 1979 wurde sie zur stellvertretenden Vorsitzenden der Bundschuh-Genossenschaft, eines Zusammenschlusses der betroffenen Bauern mit Umwelt- und Naturschützern. 1980 bis 1987 war sie Ortschaftsrätin in Boxberg-Bobstadt und Gemeinderätin in Boxberg. 1984 schloss sie sich den Grünen an, für die sie 1987 für eine Wahlperiode in den Bundestag einzog.